# Уилсън (окръг, Северна Каролина)
Вижте пояснителната страница за други значения на Уилсън.
Окръг Уилсън (на английски: Wilson County) е окръг в щата Северна Каролина, Съединени американски щати. Площта му е 969 km2, а населението – 81 661 души (2016). Административен център е град Уилсън.